# Saint-Paul-de-Vézelin
Saint-Paul-de-Vézelin foi uma comuna francesa na região administrativa de Auvérnia-Ródano-Alpes, no departamento de Loire. Estendia-se por uma área de 13,52 km². Em 2010 a comuna tinha 805 habitantes (densidade: 59,5 hab./km²).
Em 1 de janeiro de 2019, passou a formar parte da nova comuna de Vézelin-sur-Loire.